# Hazarski otoki
Hazarski otoki, znani tudi kot Kaspijski otoki (azerbajdžansko Xəzər adaları, angleško Khazar Islands), je predlagan arhipelag 41 umetnih otokov, ki naj bi jih zgradili približno 25 kilometrov južno od Bakuja v Azerbajdžanu. Otoki naj bi imeli skupno površino 3000 hektarov, dovolj za približno milijon prebivalcev. 
S projektom se ukvarja podjetje Avesta.